# Saigon Blue Rain
 (juillet 2022).
La mise en forme du texte ne suit pas les recommandations de Wikipédia : il faut le « wikifier ».
Les points d'amélioration suivants sont les cas les plus fréquents. Le détail des points à revoir est peut-être précisé sur la page de discussion.
- Les titres sont pré-formatés par le logiciel. Ils ne sont ni en capitales, ni en gras.
- Le texte ne doit pas être écrit en capitales (les noms de famille non plus), ni en gras, ni en italique, ni en « petit »…
- Le gras n'est utilisé que pour surligner le titre de l'article dans l'introduction, une seule fois.
- L'italique est rarement utilisé : mots en langue étrangère, titres d'œuvres, noms de bateaux, etc.
- Les citations ne sont pas en italique mais en corps de texte normal. Elles sont entourées par des guillemets français : « et ».
- Les listes à puces sont à éviter, des paragraphes rédigés étant largement préférés. Les tableaux sont à réserver à la présentation de données structurées (résultats, etc.).
- Les appels de note de bas de page (petits chiffres en exposant, introduits par l'outil «  Source ») sont à placer entre la fin de phrase et le point final[comme ça].
- Les liens internes (vers d'autres articles de Wikipédia) sont à choisir avec parcimonie. Créez des liens vers des articles approfondissant le sujet. Les termes génériques sans rapport avec le sujet sont à éviter, ainsi que les répétitions de liens vers un même terme.
- Les liens externes sont à placer uniquement dans une section « Liens externes », à la fin de l'article. Ces liens sont à choisir avec parcimonie suivant les règles définies. Si un lien sert de source à l'article, son insertion dans le texte est à faire par les notes de bas de page.
- La présentation des références doit suivre les conventions bibliographiques. Il est recommandé d'utiliser les modèles {{Ouvrage}}, {{Chapitre}}, {{Article}}, {{Lien web}} et/ou {{Bibliographie}}. Le mode d'édition visuel peut mettre en forme automatiquement les références.
- Insérer une infobox (cadre d'informations à droite) n'est pas obligatoire pour parachever la mise en page.

Pour une aide détaillée, merci de consulter Aide:Wikification.
Si vous pensez que ces points ont été résolus, vous pouvez retirer ce bandeau et améliorer la mise en forme d'un autre article.
 (juillet 2022).
 (juillet 2022).
 (juillet 2022).
 (juillet 2022).
Saigon Blue Rain (SBR), (initialement nommé Stupid Bitch Reject); est un groupe de sensual darkwave/ethereal coldwave français, originaire de Paris. Actif depuis 2013, il est composé de Franck Pelliccioli et Ophelia Lecomte.

## Biographie
Fondé au début de l'année 2013, le groupe Saigon Blue Rain est formé à l'initiative d'Ophelia Lecomte et Franck Pelliccioli.
Jusqu'alors investis dans différents projets musicaux, Franck et Ophelia décident de former un projet qui naîtra d'abord sous le nom de Stupid Bitch Reject. Initialement plus ancrés dans la veine punk, les premiers morceaux qui naissent de cette union restent inconnus du public. Ils déclareront plus tard que les groupes Crime And The City Solution ou encore And Also The Trees leur insufflèrent le déclic qui les poussa vers l'écriture de ce qui sera le premier EP éponyme Stupid Bitch Reject.
Dès sa sortie, le groupe se fait repérer par Cold Insanity Music qui distribuera son premier album. Leur première vidéo Inside My Asylum est réalisée par la photographe/vidéaste Marie-Line Pochet. Celle-ci met en scène monstres et autres bêtes de cirque issus de l'univers freaks.
Mathieu Chollet et Gilles Facquet (ex-Scarface) rejoignent le groupe en live et s'ensuivent les premiers concerts, notamment le Sacrosanct Festival à Reading. Les images tournées autour de ce festival donneront lieu au clip de "I wanna be you" qui figurera sur leur premier album.
La presse underground et notamment Peek-A-Boo magazine les comparent à des artistes tels que Cocteau Twins ou All about Eve.
Le premier album What I Don't See voit le jour en Septembre 2014. Il sera accompagné d'un clip "L'Offrande", signée Marie-Line Pochet.
Entre avril et décembre 2015, Saigon Blue Rain se produit à travers l'Europe aux côtés de groupes tels que Modern English, The Exploding Boy ou encore The Underground Youth.
En mars 2016 paraît le deuxième album Noire Psyché, franc succès publique et critique,,,. Marie-Line Pochet, réalise le clip illustrant The Unknown. Saigon Blue Rain assure la première partie de la tournée Minor Sun Tour du groupe suisse The Beauty of Gemina et partage l'affiche du Black Easter Festival avec She Past Away et Lebanon Hanover.
En 2017, le groupe se produit au Wave Gotik Treffen et au NCN Festival, parmi d'autres dates à travers l'Europe. Ils recrutent Dorian Mansiaux (Sylvaine) comme musicien live, à la batterie électronique.
La tournée accompagnant leur troisième album Pink Obsession qui sort en 2019, leur permet de  de se produire sur scène aux côtés de New Model Army, Skeletal Family mais aussi Cock Robin.
Le titre We Ask For Pain fait l'objet d'une vidéo réalisée par Anaïs Novembre.
Saigon Blue Rain profite du confinement imposé par la pandémie de Covid-19 pour composer leur EP Songs For The Boys à la thématique axée sur les violences faites aux femmes. Leur retour sur scène s'effectue désormais accompagnés du nouveau venu Baptiste Bertrand (öOoOoOoOoOo, Zus) à la basse et de Mathieu Chollet toujours à la guitare et aux claviers.
En 2021 sort une reprise du titre Nutshell d'Alice In Chains.
En 2023, le groupe signe sur Icy Cold Records et sort son quatrième album, Oko.
Trois clips sont issus de cet album : The Mort, Visions et Oko.
S'ensuit une mini-tournée française avec Empathy Test et des dates en Grande-Bretagne, Allemagne, Belgique et Italie.

## Membres
Ophelia Lecomte : chant, claviers
Franck Pelliccioli : guitare, basse, claviers, programmation
Mathieu Chollet (live) : guitare, synthé, chant
Bapstiste Bertrand (live) : basse, chant

## Discographie

### Albums studio
2014 : What I Don't See
2016 : Noire Psyché
2019 : Pink Obsession
2023 : Oko

### Singles & Eps
2013 : Stupid Bitch Reject 
2017 : Goodbye Horses (Q-Lazzarus cover)
2020 : Songs For The Boys
2021 : Nutshell (Alice In Chains cover)

### Albums live
2020 : Live At Hespebay